# Epepeotes indistinctus
Epepeotes indistinctus là một loài bọ cánh cứng trong họ Cerambycidae.